# Чип и Дейл спешат на помощь
«Чип и Дейл спеша́т на по́мощь» (англ. Chip 'n Dale: Rescue Rangers) — американский приключенческий анимационный сериал, созданный студией Walt Disney Television Animation. Авторы идеи — Алан Заслов и Тэд Стоунс. Главными героями мультсериала являются классические диснеевские персонажи — антропоморфные бурундуки Чип и Дейл, образ которых был адаптирован для сериала, а также трое их друзей — мышь-изобретательница Гайка, австралийская мышь Рокфор и его друг, муха по имени Вжик — вместе образующие «Команду Спасателей» (англ. Rescue Rangers).
Впервые данная концепция была показана в США 27 августа 1988 года в превью-эпизоде Catteries Not Included. Сам мультсериал в США начал выходить в эфир с 4 марта 1989 года на канале The Disney Channel обычно в паре с «Утиными историями». Последняя серия была показана 19 ноября 1990 года. Начиная с 18 сентября 1990 года в США транслировался повтор шоу. Кроме того, повторы выходили до 3 сентября 1993 года в рамках программы The Disney Afternoon.
В общей сложности было показано 65 серий, пять из которых представляют собой разделённый на несколько частей полнометражный мультфильм «Rescue Rangers: To the Rescue», которые выходили с порядковым номером серий с 14 по 18 в США.
В январе 2009 ресурс IGN поставил мультсериал на 60-е место в списке «100 лучших мультипликационных передач».
В 2022 году на основе мультсериала был выпущен одноимённый полнометражный фильм.

## Персонажи

### Герои

Чип, Дейл, Рокфор, Вжик и Гайка

- Чип (англ. Chip) — бурундучок, лидер команды Спасателей. Он носит мягкую фетровую шляпу и лётную куртку в духе Индианы Джонса. В своё свободное время читает детективную беллетристику, его любимый герой — Шерлок Джонс (образовано от имён Шерлока Холмса и Индианы Джонса). Чип полностью посвящает себя обязанностям и ответственно подходит к любому делу, всегда серьёзен и немного ворчлив. Чип влюблён в Гайку с момента первой встречи. Иногда бывает чёрств, но всегда стремится быть добродушным. Хотя слово chip с английского языка переводится во множестве значений (стружка, щепка, обломок, монета, осколок), их с Дейлом имена являются игрой слов, основанной на мебельном стиле «чиппендейл». Также созвучно английскому chipmunk — бурундук. Чип и Дейл не являются ни братьями, ни родственниками. Продюсер и сценарист мультсериала Тэд Стоунс, отвечая на вопросы фанатов, упомянул, что бурундуков следует считать просто друзьями[7].
- Дейл (англ. Dale) — бурундучок, душа компании. Он носит красно-жёлтую гавайскую рубашку в цветочек (возможная отсылка к детективу Магнуму). Дейла легко опознать по большому красному носу и по двум торчащим зубам. К своим обязанностям подходит несколько безответственно, любит подурачиться (за что ему иногда достаётся от Чипа). В свободное время читает комиксы, играет в видеоигры, смотрит научно-фантастические фильмы и фильмы ужасов, главным образом малобюджетные, также любит сладости. Как и у Чипа, Dale можно перевести, как «Долина», но, как было упомянуто выше, их с Чипом имена являются игрой слов, основанной на мебельном стиле «чиппендейл».
- Рокфо́р (англ. Monterey Jack) или Рокки (англ. Monty) — массивный самец мыши из Австралии, имеющий сильнейшую, непреодолимую тягу к сыру и неприязнь к котам. По его собственному утверждению, воспитан в стае кенгуру (хотя отец и мать его живы, однако постоянно где-то странствуют). Любит подраться и умеет готовить вкусные блюда, в которых часто присутствует сыр. Частенько рассказывает друзьям истории о приключениях из своего прошлого. Рокки встречается в первый раз с Чипом и Дейлом на их первом деле в качестве спасателей. Он присоединился к их команде со своим другом Вжиком и Гайкой. Рокки защищает Гайку, относясь к юной мышке как к дочери. В оригинале его имя — название сорта американского полутвёрдого сыра «Монтерей Джек», но в русском дубляже было использовано название французского сыра «Рокфор». Соответственно, его сокращённое имя в русской версии — Рокки.
- Гайка (англ. Gadget Hackwrench) — молодая мышь-изобретательница, механик и лётчица в команде Спасателей. Она является дочерью Гиго, покойного изобретателя и лётчика, также являвшегося старым другом Рокфора. Гайка встречается первый раз со спасателями Чипом и Дейлом на их первом деле. Так как после смерти отца ей больше некуда было пойти, то она присоединяется к команде Спасателей вместе с Рокки и Вжиком. Чип и Дейл без ума от Гайки, но она этого обычно не замечает, так как большую часть своего времени посвящает своим изобретениям, а если замечает, то, как правило, ни один не может за ней поухаживать, так как оба не намерены уступать. Оригинальное имя Гайки Gadget Hackwrench, в котором Gadget, по сути, так и переводится, как «гаджет», но вторая часть имени Hackwrench дословно переводится, как «гаечный ключ для взлома».
- Вжик (англ. Zipper the Fly) — муха. Вжик является компаньоном Рокфора и талисманом команды спасателей. Пользуясь своей способностью летать, а также малыми размерами, Вжик часто выполняет маленькие задания, которые не под силу другим спасателям. В экстренных ситуациях способен выдержать вес всей команды. Его речь представляет собой невнятное жужжание, которое понимает только Рокки, а также другие насекомые. Иногда жужжит простые понятные слова и фразы вроде «I’m OK» и «Yes, sir!». Его имя дословно переводится, как «молниеносная муха».

### Злодеи
- Толстопуз (англ. Fat Cat) — серый полосатый кот (англичане называют такой окрас англ. Tabby cat), криминальный босс. У него есть кузен Мальтиз де Сад, который живёт и занимается аналогичными делами в Париже. Ему подчиняются четыре прихвостня: бездомный рыжий кот по имени Меппс (англ. Mepps), ящерица по имени Бородавка (англ. Wart), крот по имени Крот (англ. Mole) и крыса по имени Сопатка (англ. Snout). В пенталогии «Похищенный рубин» у Толстопуза был хозяин — преступник Алдрин Клордейн. Оригинальное Fat Cat является игрой слов. Дословно это переводится, как Толстый кот, но само словосочетание в США больше известно как политический термин, который с 1920-х годов американская пресса применяет к коррумпированным богачам, из-за чего другими вариантами его перевода на русский язык являются Денежный мешок, Богач или Толстосум. Игра слов нарушена и при переводе сериала на другие языки, но предприняты попытки сохранить «говорящее» имя: например, в немецком переводе он назван Al Katzone — отсылка к известному преступнику Аль Капоне.
- Но́ртон Ни́мнул (англ. Norton Nimnul) — безумный учёный, а также один из давних врагов команды спасателей. Мечтает в зависимости от серии захватить или уничтожить весь мир. Его легко узнать по белому халату, голове достаточно странной формы с остатками красных волос и очкам с очень толстыми линзами. Иногда профессору Нимнулу помогает его ненормальный племянник Норми. Внешность Нимнула была основана на аниматоре «Диснея» Брюсе Толкингтоне.
- Крыса Капоне (англ. Rat Capone) — главарь банды, в которую входили силач Арнольд Мышенеггер и ящерица Шугар Рэй. Очень любит золото и однажды даже пытался построить золотой замок из краденых драгоценностей.

## Производство
Чип и Дейл впервые появились в короткометражном мультфильме Private Pluto в качестве противников главного героя — собаки Плуто. Там бурундуки ещё не имели имён и отличительных черт. Второе появление Чипа и Дейла относится к сериям про Дональда Дака, в которых они всё так же противостояли ему. Здесь Чип уже начал отличаться от Дейла интеллектом и имел чёрный нос, а Дейл — красный и два торчащих зуба.
Мультсериал «Чип и Дейл спешат на помощь» был задуман как один из трёх новых проектов, призванных дополнить популярный сериал «Утиные истории». «Утиные истории», дебютировавшие осенью 1987 года, более чем вдвое увеличили рейтинги среди детской аудитории в своём временном слоту. В «Утиные истории» первоначально было инвестировано 20 миллионов долларов, и компания «Дисней», вдохновившись таким успехом, инвестировала 28 миллионов долларов в «Чип и Дейл спешат на помощь».
«Чип и Дейл спешат на помощь», вместе с «Чудесами на виражах» и третьим сериалом, «Дабл-О Дак» — который впоследствии стал «Чёрным плащом», — должны были составить блок программ, позже получивший название «The Disney Afternoon». К ним присоединился уже существующий сериал «Приключения мишек Гамми».
Когда Тэду Стоунсу впервые пришла в голову идея сериала, Чип и Дейл в нём отсутствовали. По замыслу, в центре сюжета оказывался хамелеон, а также персонажи-прототипы Гайки и Рокфора, которого тогда звали иначе. Главным героем был мышонок по имени Кит Колби (англ. Kit Colby) — герой в стиле Индианы Джонс, носивший широкополую шляпу и кожаную куртку. На встрече с Майклом Эйзнером и Джеффри Катценбергом стало понятно — идея пробудила интерес у потенциальных покупателей, однако им не понравился центральный персонаж по имени Кит. По предложению Катценберга, его заменили парой бурундуков, кроме того, из сюжета по неизвестным причинам убрали персонажа-хамелеона.
Приняв решение сделать бурундуков центральными персонажами, авторы также поняли, что первоначальная концепция персонажей им не подойдёт, так как местами они были похожи на оригинальных Чипа и Дейла: в короткометражных мультфильмах те довольно мало говорили и не носили никакой одежды. Поэтому героев очеловечили и подарили им голоса: Чипа озвучила Тресс Макнилл, а Дейла — Кори Бёртон. После записи голоса в студии её слегка убыстряли и повышали тональности, в особенности в работе с голосом Чипа. Также героям подарили одежду — Чип сохранил облик персонажа Кита Колби, а Дейл стал носить гавайскую рубашку в стиле частного детектива Магнума.
Премьера сериала состоялась в 1989 году на канале Disney Channel, а затем трансляция продолжилась в рамках программы Disney Afternoon.

### Эпизоды
| Сезон | Сезон | Эпизоды | в США            | в США          | в России       | в России      |
| Сезон | Сезон | Эпизоды | Премьера         | Финал          | Премьера       | Финал         |
| ----- | ----- | ------- | ---------------- | -------------- | -------------- | ------------- |
|       | 1     | 13      | 4 марта 1989     | 21 мая 1989    | 1 января 1991  | 24 марта 1991 |
|       | 2     | 47      | 11 сентября 1989 | 2 мая 1990     | 31 марта 1991  | 21 июля 2004  |
|       | 3     | 5       | 10 сентября 1990 | 19 ноября 1990 | 1 декабря 1991 | 10 июня 2004  |

В США все серии были распределены на три сезона. Особой роли порядок просмотра серий не играет, так как у сериала нет единой сюжетной линии (за исключением пенталогии «Похищенный рубин»), и каждая серия имеет свой собственный сюжет. Каждая серия длится около 22 минут. Обычно сюжет имеет начало и конец в рамках одного эпизода. Многие серии сюжетно не связаны с другими эпизодами, а персонажи, представленные в серии, более не появляются в шоу. В каждой серии зрителям представляют новое дело, которое ведут «Спасатели». Всего было отснято 65 эпизодов.

### Музыка
Заглавную песню мультсериала в заставке исполнил Джефф Прескетто (англ. Jeff Pescetto). Расширенную версию, выпущенную в нескольких альбомах и в виде сингла — группа The Jets. Текст песни и музыку написал Марк Мюллер, лауреат премии ASCAP, также написавший главную тему к мультсериалу «Утиные истории». В первом российском дубляже песню спел Валерий Панков — композиция выходила в альбоме артиста «Хиты из мультиков» вместе с караоке-версией[значимость факта?].

### Киноадаптация
Журнал «Comics Scene» в 1990 году написал о планировавшемся на 1991 год выходе полнометражного мультфильма, который (вероятно, из-за весьма неудачного проката «Утиные истории: Заветная лампа») так никогда и не был выпущен.

### Фильм
31 января 2014 года было объявлено, что «The Walt Disney Company» и «Mandeville Films» готовятся запустить в производство полнометражный фильм с использованием CGI-спецэффектов, который будет совмещать живых актёров и компьютерных персонажей. Продюсерские функции по картине взяли на себя Дэвид Хоберман и Тодд Леберман, Роберт Руган был нанят в качестве сценариста и режиссёра фильма. К маю 2019 года Акива Шаффер был назначен на должность режиссёра, заменив Ругана. Сценарий был написан в соавторстве с Дэном Грегором и Дагом Мандом из предыдущего проекта Барри Шварца. Дэвид Хоберман и Тодд Либерман будут сопродюсерами.
Премьера фильма состоялась 20 мая 2022 года на платформе Disney+.

## Роли озвучивали
| Персонаж                 | Актёр озвучивания                                               |
| ------------------------ | --------------------------------------------------------------- |
| Исполнитель главной темы | Джефф Песцетто, Эндрю То, Энн Риетел и Бен Дискин               |
| Название серий           | Эндрю То, Энн Риетел и Бен Дискин                               |
| Чип                      | Тресс МакНилл                                                   |
| Дейл                     | Кори Бёртон                                                     |
| Рокфор (Рокки)/Монти     | Питер Каллен (в ранних эпизодах) и Джим Каммингс                |
| Гайка / Гаджет / Гаечка  | Тресс МакНилл                                                   |
| Вжик                     | Кори Бёртон                                                     |
| Толстопуз                | Джим Каммингс                                                   |
| Нортон Нимнул            | Джим Каммингс                                                   |
| Крыса Капоне             | Джим Каммингс                                                   |
| Второстепенные персонажи | Джим Каммингс, Тресс МакНилл, Роб Полсен, Брайан Каммингс и др. |

## Продукция

### Видеоигры
В 1990 Capcom выпустила игру Chip 'n Dale: Rescue Rangers для Nintendo Entertainment System. Это игра-платформер, в которой игрок оказывается на различных городских локациях. Игрок может подбирать предметы и использовать их как оружие.
Продолжение Chip 'n Dale: Rescue Rangers 2 было выпущено Capcom в 1993 году. В игре появились новые возможности — в частности, бонус-уровни для двух игроков, использование второго игрока в качестве оружия при бросании, более сильный эффект при бросании ящиков при разгоне.
Кроме того, компания Hi Tech Expressions выпустила в 1990 году игру для MS-DOS под названием Chip ’n Dale Rescue Rangers: The Adventures in Nimnul’s Castle, где по сюжету Чип и Дейл спасают Рокфора, который попал в мышеловку в замке профессора Нортона Нимнула. В конце каждого уровня игрок получает запчасть от самолёта Спасателей, с помощью которого они смогут добраться до Рокфора.

### Игра для мобильного
В мае 2010 года студия Dynamic Pixels Ltd. выпустила игру Chip 'n Dale: Rescue Rangers. По сюжету, Толстопуз похищает Вжика и прячет его на далёком острове. Однако загвоздка в том, что им нужно собрать запчасти, чтобы починить самолёт Спасателей. Сюжет состоит из 27 независимых миссий, выбрать которые можно с помощью карты города — каждый уровень представляет собой мини-игру одного из 3 типов.

### Комиксы
Ежемесячный журнал комиксов выпускался издательством «Disney Comics», начиная с 1990 года. Всего серия насчитывает 19 выпусков. Также короткие истории публиковались в журналах «Disney Afternoon» от издательства «Marvel Comics».
В сентябре 2010 года «Чип и Дейл спешат на помощь» были перезапущены издательством комиксов «Boom! Studios» как ежемесячная серия комиксов. Выпуск начался в декабре того же года. Выбор был основан на очень высокой и неожиданной популярности «Чёрного Плаща», который был перезапущен ранее. Серию писали писатель Ян Брилл и художник Леонель Кастеллани. Всего было выпущено 8 выпусков с двумя историями (по одной истории на 4 выпуска), которые затем были изданы в виде двухтомника. В мае 2011 серия была отменена и вместо неё «Boom! Studios» начали выпускать серию «Утиные Истории». На русском языке данная серия была издана издательством «АСТ» в 2019 году.

### DVD
В США первые 51 серий мультсериала были выпущены на 2 трёхдисковых DVD-изданиях компанией Walt Disney Studios Home Entertainment: первый был выпущен 8 ноября 2005 года (эпизоды 1-27), второй — 14 ноября 2006 (эпизоды 28—51). Причём в первом издании эпизоды расположены в порядке изготовления, на втором — в порядке выхода в эфир. Выпуск оставшихся 13 эпизодов (52—65) в ближайшее время не планируется.

### Blu-Ray
В 2022 году «Walt Disney Studios Home Entertainment» выпустила все серии на Blu-ray в многорегиональном наборе из шести дисков. Все серии были отсканированы с оригинальных негативов, за исключением 32-й серии «Паника в музее», так как её источник найти не удалось.

## Комментарии
1. ↑  В переводе ТСК герои именуют себя «Храбрыми Спасателями», а в переводе от "Невафильм "— «Рейнджерами».